# Cape Uivak
Cape Uivak är en udde i Kanada.   Den ligger i provinsen Newfoundland och Labrador, i den östra delen av landet, 1 700 km nordost om huvudstaden Ottawa.
Terrängen inåt land är huvudsakligen kuperad, men söderut är den platt. Havet är nära Cape Uivak åt nordost. Trakten är glest befolkad. Det finns inga samhällen i närheten. 